# خليل مكاوي
خليل مكاوي هو سياسي لبناني، عملَ رئيسًا للجنة الحوار اللبناني الفلسطيني في الفترة ما بين نوفمبر 2005 حتى يونيو 2009، كما عمل في السلك الدبلوماسي وشغل منصب سفير لبنان في عدد من الدُول.

## حياته وعمله
ولدَ خليل مكاوي في 15 يناير 1930 في بيروت، وهو حاصلٌ على إجازة في العلوم السياسية من الجامعة الأميركية في بيروت وماجستير في العلوم السياسية من جامعة القاهرة وشهادة دكتوراة في العلاقات الدولية من جامعة كولومبيا. شغل منصب سفير لبنان في عدد من دول العالم مِثل الجمهورية الديمقراطية الألمانية والمملكة المتحدة وإيطاليا وإيرلندا.
في الفترة ما بين 1983 حتى 1985 عُيِّن مديرًا للقسم السياسي في وزارة الخارجية اللبنانية، ومن العام 1990 إلى 1994 شغل منصب سفير لبنان إلى الأمم المتحدة، وخلال مدة خدمته شغل مركز نائب رئيس الدورة الـ46 للجمعية العمومية للأمم المتحدة ورئيس المجلس التنفيذي لمنظمة اليونيسيف.
عينَ في الفترة ما بين نوفمبر 2005 حتى يونيو 2009 رئيسًا للجنة الحوار اللبناني الفلسطيني. يشغل حاليًا منصب رئيس جمعية متخرجي الجامعة الأميركية الدولية التي أُنشئت حديثًا.